# One Day at a Time
Cet article concerne l'album de Joan Baez. Pour la série télévisée, voir Au fil des jours (série télévisée, 1975) et Au fil des jours (série télévisée, 2017).
Albums de Joan Baez
David's Album
(1969) Carry It On
(1971)
One Day at a Time est le dixième album studio de Joan Baez, sorti en 1970. C'est son premier à inclure des compositions personnelles, avec les titres Sweet Sir Galahad (sur le remariage de sa sœur Mimi Fariña) et A Song for David (sur son mari de l'époque, David Harris).

## Titres
Les titres marqués d'une astérisque sont chantés en duo avec Jeffrey Shurtleff.
| 1. | Sweet Sir Galahad | Joan Baez                                          | 3:43 |
| 2. | No Expectations   | Mick Jagger, Keith Richards                        | 3:47 |
| 3. | Long Black Veil   | Marijohn Wilkin (en), Danny Dill (en)              | 3:24 |
| 4. | Ghetto            | Homer Banks (en), Bonnie Bramlett, Bettye Cruthcer | 4:33 |
| 5. | Carry It On       | Pete Seeger, Gil Turner                            | 2:22 |

| 6.  | Take Me Back to the Sweet Sunny South* | traditionnel                | 2:47 |
| 7.  | Seven Bridges Road (en)*               | Steve Young (en)            | 3:42 |
| 8.  | Jolie Blonde (traditionnel)            |                             | 2:00 |
| 9.  | Joe Hill                               | Alfred Hayes, Earl Robinson | 3:25 |
| 10. | A Song for David                       | Joan Baez                   | 4:57 |
| 11. | I Live One Day at a Time*              | Willie Nelson               | 3:31 |

### Titres bonus
One Day at a Time a été réédité en 2005 chez Vanguard avec une nouvelle pochette et deux titres bonus :
| No  | Titre                   | Auteur        | Durée |
| --- | ----------------------- | ------------- | ----- |
| 12. | Sing Me Back Home (en)* | Merle Haggard | 4:00  |
| 13. | Mama Tried*             | Haggard       | 3:08  |

## Musiciens
- Joan Baez : chant, guitare
- Pete Drake : guitare pedal steel
- Roy Huskey Jr. : basse
- Tommy Jackson : violon
- Jerry Shook : guitare
- Jerry Reed : guitare
- Harold Bradley : guitare, dobro
- Hargus Robbins : piano
- Harold Rugg : guitare, dobro
- Grady Martin : guitare
- Buddy Spicher : violon
- Norbert Putnam : basse
- Kenny Buttrey : batterie
- David Briggs : piano, clavecin
- Richard Festinger : guitare
- Charlie McCoy : harmonica, vibraphone, orgue
- Henry Strzelecki : basse
- Pete Wade : guitare